# Вершиновка (Оренбургская область)
Вершиновка — посёлок в Акбулакском районе Оренбургской области. Входит в состав Шаповаловского сельсовета.

## География
Посёлок находится на расстоянии 50 км к югу от посёлка городского типа Акбулак, административного центра района.

## Население
| 2010 |
| ---- |
| 37   |

## Улицы
В посёлке имеется одна улица — Вершиновская.